# Chrysocale gigas
Chrysocale gigas là một loài bướm đêm thuộc phân họ Arctiinae, họ Erebidae.